# Didier Christophe
Pour les articles homonymes, voir Christophe.
Didier Christophe est un footballeur international français devenu entraîneur, né le 8 décembre 1956, à Sainte-Colombe-lès-Vienne dans le département du Rhône. Il évolue au poste de milieu de terrain défensif de la fin des années 1970 au début des années 1990.
Formé à l'INF Vichy, il remporte avec l'AS Monaco le titre de champion de France en 1982 et la coupe de France en 1980. Après être passé par Lille OSC, Toulouse FC, le Stade rennais en division 1 et le Stade de Reims et le FC Grenoble en division 2, il met fin à sa carrière professionnelle en 1990.
Il compte six sélections en équipe de France de 1980 à 1981 et a marqué un but avec les « Bleus ».

## Biographie

### Carrière de joueur
Didier Christophe découvre le football tardivement à l'âge de dix-sept ans. Issu d'une famille de basketteurs, son frère est champion de France avec l'ASVEL, ses deux sœurs évoluent en Nationale 1, il joue à ce sport jusqu'à l'âge de seize ans. Il opte pour le football avec l'ouverture de l’INF Vichy. Il réussit le concours d'entrée et entame sa formation sous les ordres de Gérard Banide. Après trois ans de formation et de championnat de division 3 avec l'INF, il rejoint en 1976 l'AS Monaco et dispute huit matchs avec l'équipe première. En fin de saison, les Monégasques remportent le groupe B de division 2 mais s'inclinent en finale des groupes face au Racing Club de Strasbourg, sur le score de trois buts à un sur les deux matchs.
Il s'impose comme titulaire en 1979 au poste de milieu défensif. Joueur physique et puissant, doté d'une bonne frappe de balle, ses performances sont remarquées par Michel Hidalgo qui l'appelle en équipe de France, le 17 novembre 1979, alors qu'il n'a disputé que douze matchs avec les professionnels. Il n'entre cependant pas en jeu lors de ce match face la Tchécoslovaquie. Il fait ses débuts avec les « Bleus » le match suivant face à la Grèce, le 27 février 1980, rencontre qui se termine sur une victoire cinq buts à un. Didier Christophe marque un but de la tête à la 63e minute sur un coup franc de Michel Platini. Son bon début de saison lui vaut d'être élu révélation de l'année 1979 en première division. En fin de saison, les Monégasques terminent quatrième  du championnat et remportent la coupe de France face à l'US Orléans.
Didier Christophe et les Monégasques terminent de nouveau quatrième en 1981 puis remportent l'année suivante le championnat de France. En équipe de France, il est titulaire le 14 octobre 1981 face à l'Irlande mais n'est plus sélectionné ensuite, Michel Hidalgo préférant faire appel à Jean Tigana comme milieu de terrain défensif.
Didier Christophe quitte alors l'AS Monaco et signe au Lille OSC. Il finit avec les Lillois treizième du championnat et atteint les demi-finales de la coupe de France. Le LOSC s'incline deux buts à un sur les deux matchs face au FC Nantes. La saison suivante, le club termine neuvième du championnat. Il rejoint alors le Toulouse FC et atteint de nouveau les demi-finales de la coupe. Les Toulousains s'inclinent aux tirs au but au match retour face au Paris SG.
Après un an dans le club toulousain, il signe au Stade rennais en compagnie de son coéquipier Guy Lacombe. Le club qui vient de remonter en première division termine treizième du championnat 1986 et parvient en demi-finale de la coupe de France, les Rennais sont battus deux buts à un par l'Olympique de Marseille. La seconde saison se termine par la relégation du club, les Rennais terminent derniers avec dix-sept points, il inscrit cependant cinq buts lors de cette saison.
Didier Christophe s'engage alors au Stade de Reims en division 2. Il atteint pour la cinquième fois avec cinq clubs différents la demi-finale de la coupe de France en 1988. Après un an avec les Rémois, il signe au FC Grenoble où il termine sa carrière professionnelle en 1990.

### Carrière d'entraîneur
Il devient alors entraîneur-joueur de l'ES Roussillonnaise, club de promotion d'honneur régionale, situé à Péage-de-Roussillon, à partir de 1992 puis directeur technique du club jusqu'en 1996. Il organise également, de 1989 à 1999, des stages football multi-activités à Autrans dans le Vercors. Il est ensuite responsable des équipes jeunes, des débutants aux U15, du FC Bourgoin Jallieu  de 1996 à 1999 puis directeur de la préformation au RC Lens pendant un an. 
En mars 2002, après deux sessions de stage et une semaine d'examens, il est admis au certificat de formateur de football (CFF). En 2002, il devient directeur de la formation d'Al Ain, club des Émirats arabes unis. Il rentre en France et obtient le diplôme d'entraîneur professionnel de football (DEPF), le seul diplôme qui lui manque. Il effectue dans le cadre de son diplôme un stage de trois mois au sein du Boca Juniors en 2003.
Didier Christophe prend en main en février 2004 l'équipe du FC Bourg Péronnas alors en National mais ne parvient pas à sauver le club qui descend en CFA en fin de saison. En 2005-2006, il est ensuite le directeur du pôle espoirs de préformation d'Aix-en-Provence puis la saison suivante directeur du centre de formation de l'ESTAC Troyes. Il est de retour à l'AS Monaco en 2007 comme directeur adjoint du centre de formation mais est licencié en fin de saison par le président du club monégasque, Jérôme de Bontin,.
Installé à Ciboure, il est recruté par le Pau FC, club de CFA, le 30 décembre 2010. Après une victoire et un  match nul en championnat, il quitte ses fonctions pour raison personnelle le 2 février 2011. Annoncé en juin 2011 au Neuchâtel Xamax FC comme adjoint de Sonny Anderson, c'est finalement François Ciccolini qui est recruté par le club suisse.
De  2012 à 2014, il s'occupe des entraîneurs à la recherche d'un emploi et de la cellule foot expatriation pour le compte de l'UNECATEF. En août 2014, il intègre la direction technique nationale de la Fédération française de football comme entraîneur national et devient directeur du Pôle France football féminin transféré du Centre technique national Fernand-Sastre à l'INSEP.

## Palmarès

### En club
- Champion de France en 1982 avec l'AS Monaco
- Vainqueur de la Coupe de France en 1980 avec l'AS Monaco
- Vice-champion de France de Division 2 en 1977 avec l'AS Monaco

### En équipe de France
- 6 sélections et 1 but entre 1980 et 1981

### Distinction individuelle
- Élu révélation de l'année France Football en 1979

## Statistiques
Le tableau ci-dessous résume les statistiques en match officiel de Didier Christophe durant sa carrière de joueur professionnel,. 
| Saison      | Club           | Pays   | Championnat | Championnat | Championnat | Coupes nationales | Coupes nationales | Coupe d'Europe | Coupe d'Europe | Coupe d'Europe | Sélection | Sélection |
| Saison      | Club           | Pays   | Division    | Matchs      | Buts        | Matchs            | Buts              | Type           | Matchs         | Buts           | Matchs    | Buts      |
| ----------- | -------------- | ------ | ----------- | ----------- | ----------- | ----------------- | ----------------- | -------------- | -------------- | -------------- | --------- | --------- |
| 1976 - 1977 | AS Monaco      | France | Division 2  | 8           | 0           | 1                 | 0                 | -              | -              | -              | -         | -         |
| 1977 - 1978 | AS Monaco      | France | Division 1  | -           | -           | -                 | -                 | -              | -              | -              | -         | -         |
| 1978 - 1979 | AS Monaco      | France | Division 1  | 2           | 0           | 1                 | 0                 | -              | -              | -              | -         | -         |
| 1979 - 1980 | AS Monaco      | France | Division 1  | 33          | 2           | 8                 | 2                 | C3             | 4              | 1              | 3         | 1         |
| 1980 - 1981 | AS Monaco      | France | Division 1  | 27          | 4           | 5                 | 0                 | C2             | 2              | 0              | 2         | 0         |
| 1981 - 1982 | AS Monaco      | France | Division 1  | 29          | 1           | 5                 | 0                 | C3             | 2              | 0              | 1         | 0         |
| 1982 - 1983 | Lille OSC      | France | Division 1  | 30          | 1           | 9                 | 0                 | -              | -              | -              | -         | -         |
| 1983 - 1984 | Lille OSC      | France | Division 1  | 30          | 3           | 1                 | 0                 | -              | -              | -              | -         | -         |
| 1984 - 1985 | Toulouse FC    | France | Division 1  | 30          | 3           | 6                 | 0                 | -              | -              | -              | -         | -         |
| 1985 - 1986 | Stade rennais  | France | Division 1  | 34          | 2           | 9                 | 2                 | -              | -              | -              | -         | -         |
| 1986 - 1987 | Stade rennais  | France | Division 1  | 27          | 5           | 3                 | 3                 | -              | -              | -              | -         | -         |
| 1987 - 1988 | Stade de Reims | France | Division 2  | 27          | 2           | 9                 | 4                 | -              | -              | -              | -         | -         |
| 1988 - 1989 | FC Grenoble    | France | Division 2  | 22          | 2           | 3                 | 0                 | -              | -              | -              | -         | -         |
| 1989 - 1990 | FC Grenoble    | France | Division 2  | 6           | 0           | -                 | -                 | -              | -              | -              | -         | -         |
| Total       | Total          | Total  | Total       | 305         | 25          | 60                | 11                | -              | 8              | 1              | 6         | 1         |